# Guillermo Dávila
Pour les articles homonymes, voir Davila.
Guillermo Dávila, (né en 1955 à Bailadores)[réf. nécessaire] est un chanteur, compositeur et acteur de telenovelas vénézuélien, des années 1980 et du début des années 90.

## Biographie
De 1991 à 1999, il a été marié à l'actrice Chiquinquirá Delgado.

## Succès connus
- cuando el amor se va
- ya no hay nada que hablar
- me facina
- tesoro mio un duo avec la chanteuse Kiara
- Fabiola
- barco a la deriva